# 9817 Thersander
9817 Thersander este o planetă minoră (asteroid), cu un diametru de 22,879 km, din Asteroid troian al lui Jupiter. A fost descoperită pe 24 septembrie 1960 la Observatorul Palomar de Cornelis Johannes van Houten și a fost numită după Thersander⁠(d). 
Obiectul prezintă o orbită caracterizată de o semiaxă mare de 5,2688269 UAi, o excentricitate de 0,04, o înclinație de 9,1642 ° în raport cu ecliptica.